# Leidesia procumbens
Leidesia es un género monotípico de plantas con flores perteneciente a la familia Euphorbiaceae. Su única especie: Leidesia procumbens se distribuye ampliamente por Sudáfrica, Mozambique y Zimbabue.

## Descripción
Es una débil planta anual, suave hierba ramificada; con tallos de hasta 30 cm de altura o en extensión, glabras. Hojas inferiores opuestas, las superiores alternas. Las hojas de 1.5–4.3 × 1–3 cm ovadas, obtusas o subagudas en el ápice, truncada o amplia-cuneada en la base, crenado-dentada en los márgenes, excepto en la base, muy finamente membranosa, 3-5-nervada de la base. Las inflorescencias de 1-2.5 cm de largo, brácteas masculinas 1-1.5 mm de largo, brácteas femeninas 4-5 × 1-1.5 mm. Los frutos por lo general de 2 × 3.2 mm, 2-lobulados, lisos, apicalmente setosos. Semillas de color púrpura de 1,5 × 1,2 mm, reticuladas, brillante, de color marrón oscuro a negro.

## Taxonomía
Leidesia procumbens fue descrita por (Carlos Linneo) Prain y publicado en Annalen der Botanick. ed. Usteri 27: 400. 1913.
Sinonimia
- Acalypha obtusa Thunb.
- Adenocline procumbens (L.) Druce
- Croton ricinocarpus L.
- Croton ricinokarpos Houtt.
- Leidesia capensis (L.f.) Müll.Arg.
- Leidesia obtusa (Thunb.) Müll.Arg.
- Leidesia procumbens var. obtusa (Thunb.) Pax & K.Hoffm.
- Leidesia sonderiana Müll.Arg.
- Mercurialis androgyna Steud.
- Mercurialis capensis (L.f.) Spreng. ex Sond.
- Mercurialis procumbens L.
- Mercurialis tricocca Eckl. & Zeyh. ex Krauss
- Paradenocline procumbens (L.) Müll.Arg.[4][5]